# Gonzalo Díaz Beitia
Gonzalo Díaz Beitia, né le 11 juillet 1937 à Sestao (province de Biscaye, Espagne), est un footballeur espagnol qui jouait au poste d'attaquant.

## Biographie
Après avoir débuté en deuxième division avec l'équipe première du Barakaldo CF en 1954, il est transféré à l'Athletic Bilbao avec qui il débute en première division lors de la saison 1957-1958 (match Osasuna - Athletic Bilbao, 2-2, le 6 octobre 1957). En 1958, l'Athletic remporte la Coupe d'Espagne.
Lors de la saison 1958-1959, Díaz Beitia est prêté à l'Atlético de Ceuta. Il retourne ensuite à l'Athletic Bilbao pour une saison. En 1960, il est recruté par le FC Barcelone, avec qui il joue cinq matchs de championnat.
En 1961, il rejoint le CD Tenerife, où il reste deux saisons. En 1963, il est recruté par l'Atlético de Madrid.
Il met un terme à sa carrière en 1967 après une saison avec l'UD Salamanca. Au total, il dispute 192 matchs dans les divisions professionnelles espagnoles, inscrivant 41 buts dans ces championnats.

## Palmarès
Avec l'Athletic Bilbao :
- Vainqueur de la Coupe d'Espagne en 1958